# Newington (Folkestone and Hythe)
Newington es una parroquia civil y un pueblo del distrito de Folkestone and Hythe, en el condado de Kent (Inglaterra).

## Geografía
Según la Oficina Nacional de Estadística británica, Newington tiene una superficie de 9,58 km².

## Demografía
Según el censo de 2001, Newington tenía 341 habitantes (50,15% varones, 49,85% mujeres) y una densidad de población de 35,59 hab/km². El 22,87% eran menores de 16 años, el 70,97% tenían entre 16 y 74 y el 6,16% eran mayores de 74. La media de edad era de 37,3 años. Del total de habitantes con 16 o más años, el 23,57% estaban solteros, el 60,08% casados y el 16,35% divorciados o viudos.
El 95,31% de los habitantes eran originarios del Reino Unido. El resto de países europeos englobaban al 2,35% de la población, mientras que el 2,35% había nacido en cualquier otro lugar. Según su grupo étnico, todos los habitantes eran blancos. El cristianismo era profesado por el 75,37%, mientras que el 17,3% no eran religiosos y el 7,33% no marcaron ninguna opción en el censo.
168 habitantes eran económicamente activos, 158 de ellos (94,05%) empleados y 10 (5,95%) desempleados. Había 142 hogares con residentes, 8 vacíos y 3 eran alojamientos vacacionales o segundas residencias.